# James Batemon III
James Batemon III (n. Milwaukee, Wisconsin); 8 de abril de 1997) es un jugador de baloncesto con nacionalidad estadounidense. Con 1,85 metros de altura juega en la posición de escolta. Actualmente forma parte de la plantilla del Hiopos Lleida, en la liga Endesa.

## Trayectoria
Es un jugador natural de Milwaukee, Wisconsin, formado en Riverside University High School de su ciudad natal, antes de ingresar en 2015 en el North Dakota State College of Science, situado en Wahpeton (Dakota del Norte), donde jugaría dos temporadas, desde 2015 a 2017. 
En 2017, cambia de universidad e ingresa en la Universidad Loyola Marymount, que se encuentra en Los Ángeles, en el estado de California, para jugar dos temporadas la NCAA con los Loyola Marymount Lions, desde 2017 a 2019.
Tras no ser drafteado en 2019, firma por el BK Ogre con el que disputa la Latvian-Estonian Basketball League.
En la temporada 2020-21, firma por el JA Vichy de la LNB Pro B francesa.
En la temporada 2021-22, cambia de equipo en la LNB Pro B y firma por el Union Tours Metropole Basket.
El 10 de agosto de 2022, firma con ASK Karditsas B.C. de la A1 Ethniki.
El 18 de enero de 2023, firma por el Crailsheim Merlins de la Basketball Bundesliga.
En la temporada 2023-24, firma por el Ironi Kiryat Ata B.C. de la Ligat ha'Al, la primera división israelí.
En septiembre de 2024, firma por los Brisbane Bullets de la NBL australiana.
El 25 de febrero de 2025, firma por el Hiopos Lleida de la liga Endesa.